# Host (álbum)
Host é o sétimo álbum de estúdio da banda Paradise Lost, lançado em 1999. 
Neste álbum a banda optou por seguir ainda mais profundamente a linha do seu antecessor One Second, com abundância de bateria eletrônica, teclados muitas vezes se sobressaindo sobre as guitarras, climas mais atmosféricos e guitarras com distorções pouco comuns. Por causa destas características, é considerado o álbum mais controverso da banda, tendo provocado a ira de muitos fãs mais radicais que acompanhavam a banda em sua fase death metal. Não só o som foi modificado completamente, mas também o próprio visual dos integrantes levava a crer que se tratava de outra banda. Os cabelos compridos e visual popularmente conhecido como "metaleiro" foram deixados de lado e os integrantes optaram por cabelos curtos e visual mais moderno, muitas vezes sendo criticados por essa mudança radical, com os fãs mais antigos acusando-os de serem "vendidos". Apesar de todas estas mudanças, o álbum ainda preserva as letras introspectivas e os arranjos sombrios que a banda vinha desenvolvendo desde o álbum Icon.

## Faixas
Todas as faixas escritas por Nick Holmes e Gregor MacKintosh, exceto onde anotado. 
1. "So Much Is Lost" (Holmes, Mackintosh, Smith) - 4:17
2. "Nothing Sacred" - 4:02
3. "In All Honesty" (Holmes, Mackintosh, Smith) - 4:01
4. "Harbour" (Holmes, Mackintosh, Smith) - 4:23
5. "Ordinary Days" (Holmes, Mackintosh, Smith) - 3:30
6. "It's Too Late" (Holmes, Mackintosh, Smith) - 4:47
7. "Permanent Solution" - 3:17
8. "Behind the Grey" - 3:13
9. "Wreck" - 4:41
10. "Made the Same" - 3:33
11. "Deep" - 4:00
12. "Year of Summer" - 4:17
13. "Host" (Holmes, Mackintosh, Smith) - 5:12

## Créditos
- Nick Holmes – Vocal
- Gregor Mackintosh – Guitarra
- Aaron Aedy – Guitarra
- Steve Edmondson – Baixo
- Lee Morris – Bateria

## Desempenho nas paradas
| Parada musical (1999)                 | Posição de pico |
| ------------------------------------- | --------------- |
| Áustria (Ö3 Austria Top 40)           | 33              |
| Finlândia (Suomen virallinen lista)   | 7               |
| França (SNEP)                         | 67              |
| Alemanha (Offizielle Deutsche Charts) | 4               |
| Noruega (VG-lista)                    | 38              |
| Suécia (Sverigetopplistan)            | 19              |
| Reino Unido (Official Albums Chart)   | 61              |